# مايك ماركيولا
مايك ماركيولا (بالإنجليزية: Armas Clifford "Mike" Markkula Jr)‏ ولد عام 1942 وهو منظم أمريكي وهو كان مستثمر كبير والذي وفر العديد من الأستثمارات لشركة أبل، قدم إلى ستيف جوبز وستيف وزنياك وهما كانوا يبحثون عن مستثمر لتصنيع منتجات أبل.

## روابط خارجية
- مايك ماركيولا على موقع IMDb (الإنجليزية)